# Инцидент с судном «Тэ Хон Дан»
Инцидент с судном «Тэ Хон Дан» (англ. Dai Hong Dan incident, кор. 대홍단호 사건) — эпизод борьбы с пиратством у берегов Сомали в конце октября 2007 года, в котором северокорейское грузовое судно «Тэ Хон Дан» (Dai Hong Dan) подверглось нападению сомалийских пиратов. Несмотря на захват пиратами ходового мостика, экипаж судна смог оказать сопротивление, вернуть контроль над кораблем и дать отпор нападавшим при поддержке эсминца ВМС США USS James E. Williams (DDG 95). Инцидент примечателен редким случаем успешного сопротивления пиратам со стороны экипажа, а также необычным сотрудничеством между США и Северной Кореей в гуманитарной сфере, несмотря на напряженные политические отношения между странами.

## Предыстория
В начале XXI века воды у берегов Сомали стали одним из самых опасных регионов в мире из-за активизации сомалийских пиратов. Этому способствовали политическая нестабильность и фактическое отсутствие централизованного правительства в Сомали, что создавало благоприятную среду для криминальной деятельности в море. Пираты, используя быстроходные лодки и современное оружие, нападали на торговые суда с целью захвата и получения выкупа. К 2007 году пиратство в регионе достигло пика, представляя серьезную угрозу международному судоходству. Только воды Индонезии считаются более подверженными пиратским нападениям.
В ответ на растущую угрозу пиратства, международное сообщество, включая Военно-морские силы США, активизировало усилия по патрулированию и обеспечению безопасности морских путей в регионе Африканского Рога. Объединенные военно-морские силы (Combined Maritime Forces, CMF), коалиция из более чем 30 стран, проводили операции по обеспечению морской безопасности (Maritime security operations, MSO), направленные на противодействие пиратству, терроризму и другим морским угрозам. В состав CMF входили Объединенные оперативные группы (Combined Task Forces, CTF), в том числе CTF-150, ответственная за безопасность в районе Африканского Рога и прилегающих водах.
В этот период отношения между США и Северной Кореей оставались крайне напряженными из-за северокорейской ядерной программы. Две страны технически находятся в состоянии войны после Корейской войны 1950—1953 годов, завершившейся перемирием, а не мирным договором. КНДР публично отзывала перемирие с США как минимум шесть раз с 1994 года. Около 28 000 американских военнослужащих оставались развернутыми в Южной Корее. Последнее заметное морское взаимодействие между двумя странами произошло в 1968 году, когда Северная Корея захватила USS Pueblo, когда он выполнял разведывательную миссию у побережья Северной Кореи, и удерживала 82 американца в качестве военнопленных в течение 11 месяцев. В этих условиях любое позитивное взаимодействие между США и КНДР было исключительной редкостью.

## Ход инцидента
Северокорейское грузовое судно стояло в порту Могадишо с 20 октября 2007 года. Экипаж судна выгружал свой груз — сахар из Индии. Однако оно было захвачено пиратами в период между вечером 29-го и утром 30-го числа.
Пираты численностью около 8-7 человек, вооруженные винтовками M16, поднялись на борт судна в порту Могадишо под видом охранников. Примерно в 60 морских милях к северо-востоку от Могадишо пираты взяли судно под свой контроль, заняв ходовой мостик. Пираты требовали доставить их в Харардеру и потребовали выкуп в размере 15 000 долларов США.

Однако экипаж «Тэ Хон Дан», состоящий из 22 северокорейских моряков, сумел сохранить контроль над рулевым и машинным отделениями. Двое северокорейцев смогли вывести из строя двигатель, остановив судно. Когда пираты спустились в машинное отделение, чтобы проверить, в чем дело, им сообщили о поломке. В то время как пираты удерживали мостик, экипаж заблокировался в ключевых технических помещениях. Экипажу также удалось передать сигнал бедствия своему судовладельцу, сообщив о захвате. Затем судовладелец связался с корейскими властями, скорее всего, с Управлением морской безопасности Морской администрации в Пхеньяне. Впоследствии корейское посольство в Лондоне связалось с ICC/Международным морским бюро (IMB) в Куала-Лумпуре, международной организацией, координирующей действия в случае пиратских нападений. В свою очередь, IMB, выступая в роли международного координатора реагирования, оперативно передало сигнал о бедствии в штаб-квартиру Объединенных военно-морских сил, базирующуюся в Бахрейне, которое является центром управления для военно-морских сил коалиции в регионе, включая 5-й флот США, утром 30 октября 2007 года.

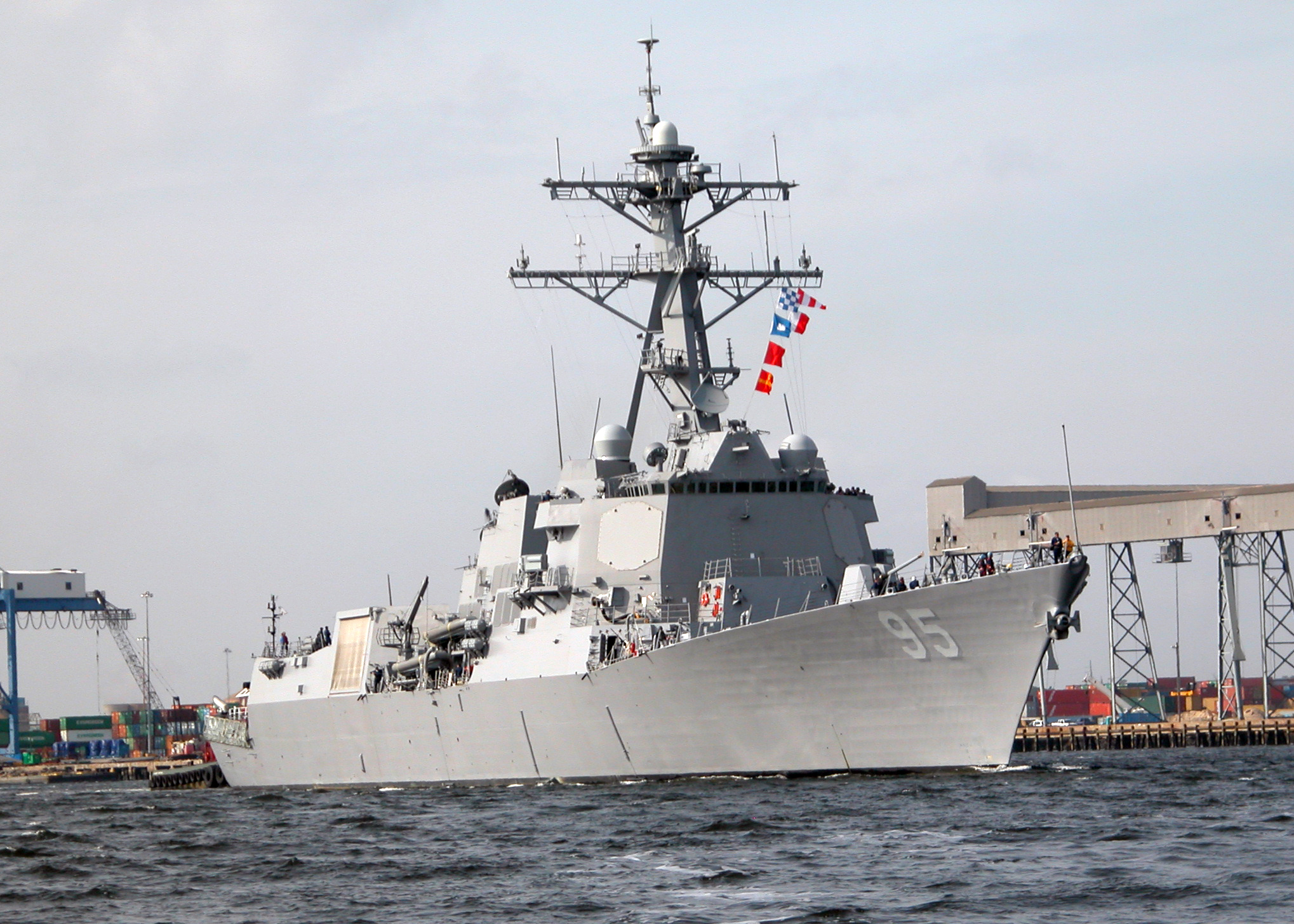
Эсминец ВМС США USS James E. Williams (DDG 95), оказавший помощь судну «Тэ Хон Дан»

В 05:39 30 октября 2007 года 5-й флот США был уведомлен об инциденте. Эсминец УРО типа «Арли Бёрк» USS James E. Williams (DDG 95) под командованием Тимоти Р. Трампенау, входивший в состав сил, патрулирующих воды Сомали, получил приказ направиться к «Тэ Хон Дан» для оказания помощи. В то время USS James E. Williams находился примерно в 50 морских милях от северокорейского судна. Приблизительно в 07:57 с эсминца был поднят вертолет SH-60B Seahawk для оценки ситуации и установления связи. Вскоре американский вертолет достиг «Тэ Хон Дан». Экипаж вертолета не зафиксировал видимой активности на палубе судна. В 08:50 была установлена радиосвязь между USS James E. Williams и пиратами на мостике «Тэ Хон Дан». По радиосвязи с вертолета пиратам было приказано сдать оружие. Кроме того, на борту американского эсминца находился Рой Пак, кореец американского происхождения, который смог установить контакт и облегчить общение с экипажем северокорейского судна.
Неожиданное вмешательство ВМС США озадачило пиратов. Северокорейские члены экипажа решили воспользоваться этой возможностью, и им удалось захватить оружие у двух пиратов, охранявших машинное отделение. Используя внезапность и свою военную подготовку, экипаж атаковал пиратов. Завязался ожесточенный бой, включавший в себя как рукопашные схватки, так и перестрелку. По мере приближения USS James E. Williams к «Тэ Хон Дан», на борту последнего продолжалась борьба между пиратами и экипажем за контроль над судном. Ещё в 06:38 экипаж «Тэ Хон Дан» сообщал о первом ранении члена экипажа в ходе столкновений с пиратами.

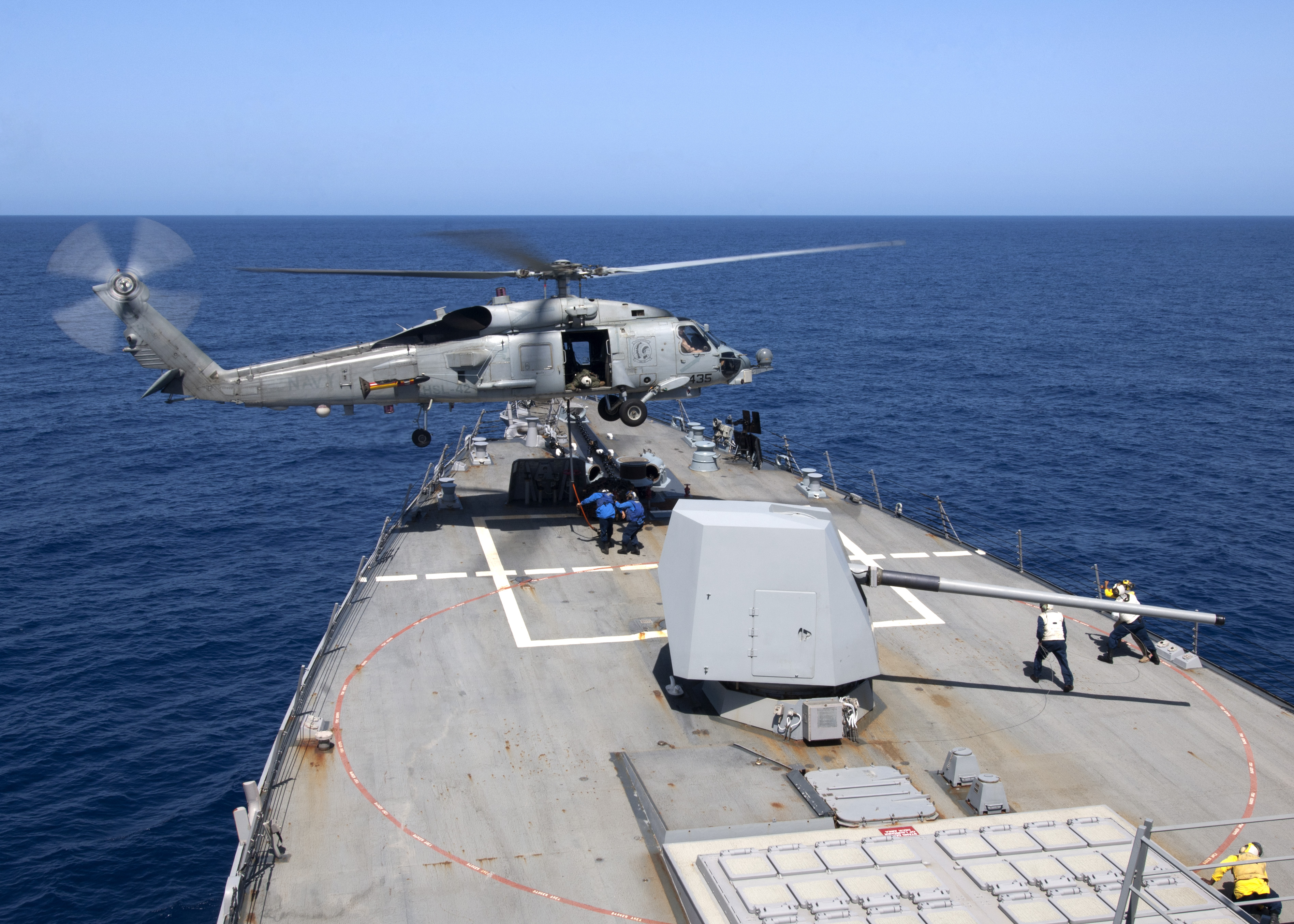
Вертолёт SH-60B Sea Hawk с эсминца USS James E. Williams (DDG 95) во время тренировки в Аденском заливе, 2012 год. Схожий вертолёт участвовал в операции по освобождению судна «Тэ Хон Дан» в 2007 году.

В 11:55 пираты окончательно сдались северокорейскому экипажу, согласившись выбросить оружие за борт. В ходе боя, по различным данным, двое пиратов или один были убиты. Шесть или пятеро пиратов были захвачены в плен и оставались заперты в трюме сухогруза «Тэ Хон Дан» под контролем северокорейского экипажа.
Северокорейский экипаж также понес потери: трое моряков получили серьезные ранения, еще трое — ранения меньшей степени тяжести. Таким образом, к моменту подхода USS James E. Williams северокорейские моряки уже контролировали судно и ситуацию, одержав победу в схватке. Корейский экипаж запросил медицинскую помощь с американского судна.
USS James E. Williams прибыл к «Тэ Хон Дан» около полудня по местному времени 30 октября. В 13:25 группа медиков и группа безопасности с USS James E. Williams поднялись на борт «Тэ Хон Дан». Медицинская группа ВМС США, состоящая из трех санитаров, оказала первую медицинскую помощь всем раненым. Трое тяжелораненых северокорейских моряков были перевезены на борт USS James E. Williams для оказания более квалифицированной медицинской помощи, а затем через пару часов возвращены на свой корабль.
Американские медики также оказали помощь раненым пиратам. После оказания помощи USS James E. Williams сопровождал «Тэ Хон Дан» обратно в порт Могадишо. Общая продолжительность оказания помощи и поддержки со стороны USS James E. Williams составила около 12 часов. Спустя время северокорейский корабль направился в Йемен, где находился несколько дней. В йеменской больнице продолжили лечиться трое северокорейских членов экипажа.
Кенийская организация Программа помощи морякам (SAP), базирующаяся в Момбасе, обратилась к американским властям с просьбой задержать северокорейских моряков и само судно. SAP заявила, что «Тэ Хон Дан» якобы был причастен к «подозрительной деятельности». Однако неясно, имела ли эта организация веские доказательства для таких обвинений, или же просьба была продиктована иными соображениями. США, судя по всему, проигнорировали этот запрос, и «Тэ Хон Дан» продолжил свой путь. Возможно, США не выполнили эту просьбу, чтобы не сорвать намечающиеся переговоры по денуклеаризации КНДР.

## Реакция

### КНДР
До этого инцидента судно «Тэ Хон Дан» уже было весьма известным в КНДР, а его капитан Пак Ён Хван получил звание «Герой Труда» в 2004 году — высшей награды страны за трудовые заслуги.
Реакция Северной Кореи на инцидент и последовавшую помощь со стороны США была беспрецедентной. Официальные северокорейские СМИ, обычно крайне критически настроенные по отношению к американским военным, регулярно обвиняя их во враждебном отношении к её лидерам и планировании нападения, в этот раз выразили редкую благодарность Соединенным Штатам. Центральное телеграфное агентство Кореи (ЦТАК) в своем сообщении заявило: «Мы благодарны Соединенным Штатам за помощь, оказанную нашим морякам». В заявлении подчеркивалось, что «этот случай служит символом сотрудничества КНДР и США в борьбе с терроризмом». ЦТАК также отметило оперативность действий USS James E. Williams и его вертолета, которые «помогли (северокорейским) морякам в бою, угрожая пиратам» по радиосвязи.
Положительные комментарии в северокорейских СМИ были восприняты как «редкое проявление любезности» и «признак потепления отношений» между двумя давними противниками. Это был уже второй случай в 2007 году, когда Северная Корея публично благодарила США. В сентябре 2007 года Пхеньян выражал признательность за предоставление гуманитарной помощи после сильных наводнений. Формулировка и реакция КНДР на этот инцидент, по-видимому, были попыткой представить себя ответственным игроком и добиться исключения из списка государств-спонсоров терроризма США. Вашингтон внес КНДР в этот список в 1988 году, менее чем через два месяца после того, как Северная Корея взорвала самолет Korean Air, пытаясь сорвать предстоящие Олимпийские игры в Сеуле.
Однако, по данным южнокорейского СМИ Daily NK, внутри страны об инциденте с «Тэ Хон Дан», и помощи со стороны ВМС США не сообщалось. Граждане КНДР, опрошенные изданием, не знали о произошедшем. Вскоре после инцидента, 3 ноября 2007 года, газета Нодон синмун опубликовала статью, в которой США вновь назывались «главным препятствием» на пути к объединению Кореи.
Спустя несколько дней, в Йемене, трое северокорейских моряков дали интервью, в котором рассказали подробности инцидента. Они утверждали, что пираты проникли на борт под видом охраны, а затем, отойдя от берега, достали оружие. Моряки подчеркивали, что смогли вывести из строя двигатель, а затем, в ходе завязавшейся перестрелки, отобрать оружие у пиратов, а не использовали своё, как сообщалось некоторыми СМИ ранее. По их словам, к моменту прибытия американской помощи они уже в основном контролировали ситуацию. Их интервью контрастирует с официальным заявлением ЦТАК, которое заявило, что пираты бросили оружие и сдались после того, как появились американские вертолеты и передали предупреждения по радио.

### Южная Корея
Южнокорейские СМИ и официальные лица также обратили внимание на необычное сотрудничество между США и КНДР. Агентство Рёнхап предположило, что помощь США северокорейскому экипажу может способствовать «растущей разрядке» в отношениях между двумя Кореями и США, а инцидент с «Тэ Хон Дан» может «помочь усилиям по нормализации дипломатических отношений». Южнокорейские официальные лица выразили надежду, что этот случай «покажет Северной Корее, что Соединенные Штаты готовы помочь северокорейцам, находящимся в опасности» и создаст более благоприятный фон для международных переговоров по ядерной проблеме. В то же время, южнокорейские СМИ отметили, что само судно «Тэ Хон Дан» ранее вызывало споры в Южной Корее, когда в 2001 году нарушило южнокорейские морские границы, проигнорировав предупреждения южнокорейского флота.

### США
Официальная реакция США на инцидент была сдержанной. Американские официальные лица преуменьшили значение оказанной помощи, подчеркивая, что действия ВМС США были продиктованы исключительно гуманитарными соображениями и соответствовали стандартной практике оказания помощи терпящим бедствие судам в международных водах. Кристофер Хилл, главный представитель США на шестисторонних переговорах по ядерной проблеме КНДР, заявил: «Вы всегда увидите, что наш флот готов помочь любому терпящему бедствие кораблю. Я надеюсь, что КНДР понимает, что мы делаем это из чувства доброй воли».
Представители Пентагона подчеркивали, что борьба с пиратством является частью более широкой стратегии морской безопасности США, а оказание помощи «Тэ Хон Дан» — рутинной операцией для ВМС США. Лидия Робертсон, пресс-секретарь 5-го флота США в Бахрейн, в интервью Associated Press подчеркнула, что «цель ВМС — убрать пиратов с любого транспортного судна, чтобы суда могли вернуться к законным морским перевозкам и транзиту». Представитель по связям с общественностью Центрального командования США заявил, что пиратство — это «серьезная международная проблема, требующая международного решения», и отметил, что ВМС «продолжат работу с международными организациями, такими как базирующееся в Куала-Лумпуре Международное морское бюро, чтобы призвать моряков принимать необходимые меры предосторожности для повышения своей безопасности и защиты». Джозеф Холстед, лейтенант ВМС, добавил, что операции по обеспечению морской безопасности «проводятся в соответствии с международным правом, чтобы помочь обеспечить безопасность и охрану в международных водах, с тем чтобы все коммерческое судоходство могло свободно осуществляться при транзите через регион».
Маочунь Ю, профессор истории Военно-морской академии США, отметил, что инцидент «добавляет немного сложности в отношения между США и Северной Кореей» и «показывает, что гуманитарная помощь является частью миссии США». В Морском историческом центре в Вашингтоне подчеркнули, что помощь ВМС США северокорейскому судну была «беспрецедентной за полвека враждебности» между двумя странами.

### Китай
Китай, традиционно поддерживающий тесные отношения с КНДР, также положительно отреагировал на действия США в инциденте с «Тэ Хон Дан».

### Северокорейские перебежчики
Северокорейские перебежчики, опрошенные южнокорейской Daily NK, дали комментарии относительно причин успеха северокорейского экипажа в борьбе с пиратами. Они отмечали, что северокорейские моряки, работающие на судах международного плавания, как правило, имеют хорошую военную подготовку и навыки рукопашного боя. Перебежчик с псевдонимом Чхве Мён Ир предположил, что моряки «Тэ Хон Дан» могли проявить такую отвагу и упорство в бою, опасаясь сурового наказания на родине в случае захвата судна и вмешательства северокорейских властей. Другой перебежчик, с псевдонимом Ким Сок Хван, указал на то, что членами экипажей северокорейских судов международного плавания часто становятся выходцы из привилегированных семей, что также могло сыграть роль в их мотивации и подготовке.
Один из перебежчиков в интервью Daily NK сказал, что: «Для Северной Кореи является позором сам факт захвата восьмерыми пиратами 22 членов экипажа, учитывая широко распространенную пропаганду о её военной мощи. Более того, с точки зрения северокорейских властей, крайне нежелательно предавать огласке тот факт, что выживание экипажа стало результатом спасательной операции, предпринятой ВМС США». Другой перебежчик, бывший агент северокорейского управления по операциям против Юга, пояснил, что власти КНДР никогда не сообщат об инциденте, поскольку это противоречит многолетней антиамериканской пропаганде. Он также добавил, что власти учили граждан «не мечтать об империалистической Америке и осознавать [угрозу] империализма, особенно когда отношения между Севером и США налаживались».

## Последствия
Инцидент продемонстрировал возможность успешного сопротивления экипажа пиратам. В отличие от многих случаев, когда торговые суда оказывались беззащитны перед нападениями пиратов, экипаж «Тэ Хон Дан» сумел вернуть контроль над судном силой оружия. Этот случай стал одним из немногих задокументированных примеров в современной истории, когда экипаж торгового судна не только отбил нападение, но и убил пиратов. В частности, инцидент с «Тэ Хон Дан» стал третьим известным случаем, когда сомалийские пираты были побеждены своей потенциальной добычей: ранее экипажи судов MV Alpha Mitchel (1989) и MT Jenlil (2004) также оказывали успешное сопротивление. При этом захват северокорейского сухогруза стал 27-м пиратским нападением в прибрежных водах Сомали в 2007 году.
Нападение высветило роль Международного морского бюро (IMB) как эффективного международного координатора реагирования на пиратские нападения. Оперативная передача информации от судовладельца через IMB к военно-морским силам США обеспечила быстрое реагирование и своевременную помощь судну, терпящему бедствие. Инцидент подчеркнул возможность быстрого реагирования на пиратские нападения и без использования ССАС (англ. SSAS — Ship Security Alert System). Хотя ССАС является важным инструментом для оповещения о угрозах безопасности, случай с «Тэ Хон Дан» показал, что оперативное информирование по другим каналам (в данном случае через судовладельца и IMB) также может обеспечить своевременное реагирование и оказание помощи.

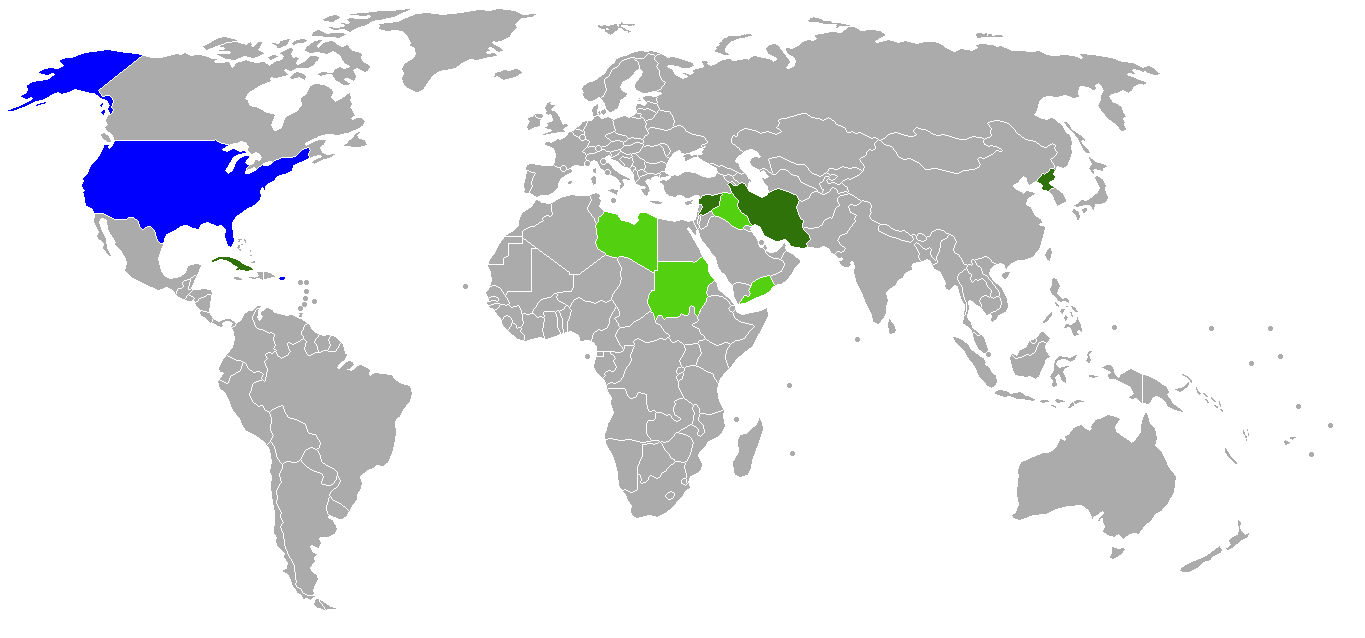
На карте мира отмечены синим — США, тёмно-зелёным — государства, включённые в список спонсоров терроризма; светло-зелёным — государства, которые были удалены из списка

Кроме того, примечателен сам факт, что дипломатическая напряженность между Соединенными Штатами и Северной Кореей не помешала ВМС США прийти на помощь северокорейскому торговому судну. Благоприятный исход инцидента и последовавшая позитивная реакция КНДР пришлись на важный момент в американо-северокорейских отношениях — период, когда Северная Корея проявляла заинтересованность в выполнении соглашения от 13 февраля 2007 года, достигнутого с администрацией Джорджа Буша в рамках шестисторонних переговоров по ядерной проблеме. США рассматривали возможность исключения КНДР из списка государств-спонсоров терроризма на фоне относительно успешного периода в переговорах по денуклеаризации, и в октябре 2008 года Вашингтон действительно исключил страну из списка после того, как она согласилась возобновить усилия по демонтажу своей ядерной программы. Однако, США вновь внесли КНДР в список в ноябре 2017 года после убийства Ким Чен Нама. В целом, несмотря на этот эпизод сотрудничества, инцидент с «Тэ Хон Дан» не оказал существенного влияния на общую траекторию американо-северокорейских отношений и не привёл к прорыву в вопросе ядерного разоружения.
Исследователь Теан Потгитер подвёл итог следующим образом: «Борьба с пиратством, конечно, порождает странных попутчиков». Старший научный сотрудник Центра Восток-Запад Денни Рой отметил неожиданную благодарность КНДР как проявление потенциальной взаимности в отношениях с США. Он предположил, что если Пхеньян так остро реагирует на кажущиеся оскорбления, то «верно может быть и обратное» — северокорейское правительство способно отвечать любезностью на вежливость. Рой указал на инцидент с «Тэ Хон Дан» как пример проявления дружелюбия КНДР. По его мнению, это поднимает вопрос о возможности изменения внешней политики Северной Кореи, если Вашингтон будет придерживаться более уважительного и дипломатичного тона в общении с режимом, давая ему «возможность сохранить лицо». Рой провел параллель с дипломатической практикой США в отношении других стран, «даже дружественных диктатур» вроде Саудовская Аравия, с которыми США поддерживают прочные отношения, несмотря на серьёзные разногласия в вопросах прав человека и ценностей.
Кандидат наук Самуэль Рамани отмечает, что инцидент с «Тэ Хон Дан» имел и более долгосрочные последствия для региона. Он заставил Северную Корею рассматривать пиратство у берегов Сомали как прямую угрозу своей безопасности. В свою очередь, сомалийское правительство могло видеть в сотрудничестве с Пхеньяном, обладающим как необходимым оружием, так и связями с местными группировками, возможность усилить борьбу с пиратством и организованной преступностью. Таким образом, инцидент, помимо прочего, способствовал укреплению и без того существующих связей между КНДР и Сомали в сфере безопасности.